# Y además es imposible (canción)
Y además es imposible es el tercer corte del álbum Los Planetas contra la ley de la gravedad (2004) de la banda de pop-rock española Los Planetas.
La canción fue también el tema principal del single homónimo que la banda lanzó el mismo año que además incluía las canciones Vuelve el rock mesiánico y Un metro cuadrado.
La historia de este tema comienza cuando en el 2003 la banda La Buena Vida edita una canción-homenaje al grupo que llevaba por título Los Planetas.
En una de las estrofas la canción decía: "Si quisieras, nos podríamos juntar en la otra cara lunar, a escondidas".
En Y además es imposible, Los Planetas devuelven el guiño respondiendo: "Lo tengo escondido en el mar para que no puedas llegar", con la curiosidad además que es la propia Irantzu, cantante de La buena vida la que interpreta dichas palabras.
El video de la canción cuenta con las ilustraciones y la realización de Max, una de las más importantes figuras del cómic español.